# Chongming
Chongming ⓘ (en chino, 崇明区; pinyin, Chóngmíng qū) es uno de los 16 distritos que conforman la ciudad de Shanghái, República Popular China. El distrito consta de tres islas fluviales en la desembocadura del Yangtsé, ubicadas al norte de la península de Shanghai: Chongming (de donde toma su nombre), Changxing y Hengsha. Su área es de 1411 km² y su población total para 2010 superó los 700 mil habitantes.

## Administración
A mediados de 2016, el Consejo de Estado aprobó a Chongming para elevar el condado a distrito. El gobierno del distrito se estableció formalmente en enero de 2017 y desde entonces se divide en 18 pueblos administrados en 16 poblados y 2 villas.